# Stagno di Pauli Maiori
Lo stagno di Pauli Maiori è una zona umida situata nei comuni di Palmas Arborea e Santa Giusta, nella Sardegna occidentale.

Già dagli anni '70 inserito nella lista delle zone umide di importanza internazionale predisposta sulla base della convenzione di Ramsar, con le direttive comunitarie n. 92/43/CEE e n. 79/409/CEE viene riconosciuto sito di interesse comunitario (SIC ITB030033) e zona di protezione speciale (ZPS ITB034005).

Lo stagno appartiene al demanio della Regione Sardegna che concede lo sfruttamento professionale delle sue risorse ittiche; viene esercitata l'attività di pesca a diverse specie tra cui mugilidi, orate, spigole, anguille, vongole e granchi.